# Centre du patrimoine de Menahem Begin
 (avril 2024).
Si vous disposez d'ouvrages ou d'articles de référence ou si vous connaissez des sites web de qualité traitant du thème abordé ici, merci de compléter l'article en donnant les références utiles à sa vérifiabilité et en les liant à la section « Notes et références ».
 (avril 2024).
La mise en forme du texte ne suit pas les recommandations de Wikipédia : il faut le « wikifier ».
Les points d'amélioration suivants sont les cas les plus fréquents. Le détail des points à revoir est peut-être précisé sur la page de discussion.
- Les titres sont pré-formatés par le logiciel. Ils ne sont ni en capitales, ni en gras.
- Le texte ne doit pas être écrit en capitales (les noms de famille non plus), ni en gras, ni en italique, ni en « petit »…
- Le gras n'est utilisé que pour surligner le titre de l'article dans l'introduction, une seule fois.
- L'italique est rarement utilisé : mots en langue étrangère, titres d'œuvres, noms de bateaux, etc.
- Les citations ne sont pas en italique mais en corps de texte normal. Elles sont entourées par des guillemets français : « et ».
- Les listes à puces sont à éviter, des paragraphes rédigés étant largement préférés. Les tableaux sont à réserver à la présentation de données structurées (résultats, etc.).
- Les appels de note de bas de page (petits chiffres en exposant, introduits par l'outil «  Source ») sont à placer entre la fin de phrase et le point final[comme ça].
- Les liens internes (vers d'autres articles de Wikipédia) sont à choisir avec parcimonie. Créez des liens vers des articles approfondissant le sujet. Les termes génériques sans rapport avec le sujet sont à éviter, ainsi que les répétitions de liens vers un même terme.
- Les liens externes sont à placer uniquement dans une section « Liens externes », à la fin de l'article. Ces liens sont à choisir avec parcimonie suivant les règles définies. Si un lien sert de source à l'article, son insertion dans le texte est à faire par les notes de bas de page.
- La présentation des références doit suivre les conventions bibliographiques. Il est recommandé d'utiliser les modèles {{Ouvrage}}, {{Chapitre}}, {{Article}}, {{Lien web}} et/ou {{Bibliographie}}. Le mode d'édition visuel peut mettre en forme automatiquement les références.
- Insérer une infobox (cadre d'informations à droite) n'est pas obligatoire pour parachever la mise en page.

Pour une aide détaillée, merci de consulter Aide:Wikification.
Si vous pensez que ces points ont été résolus, vous pouvez retirer ce bandeau et améliorer la mise en forme d'un autre article.

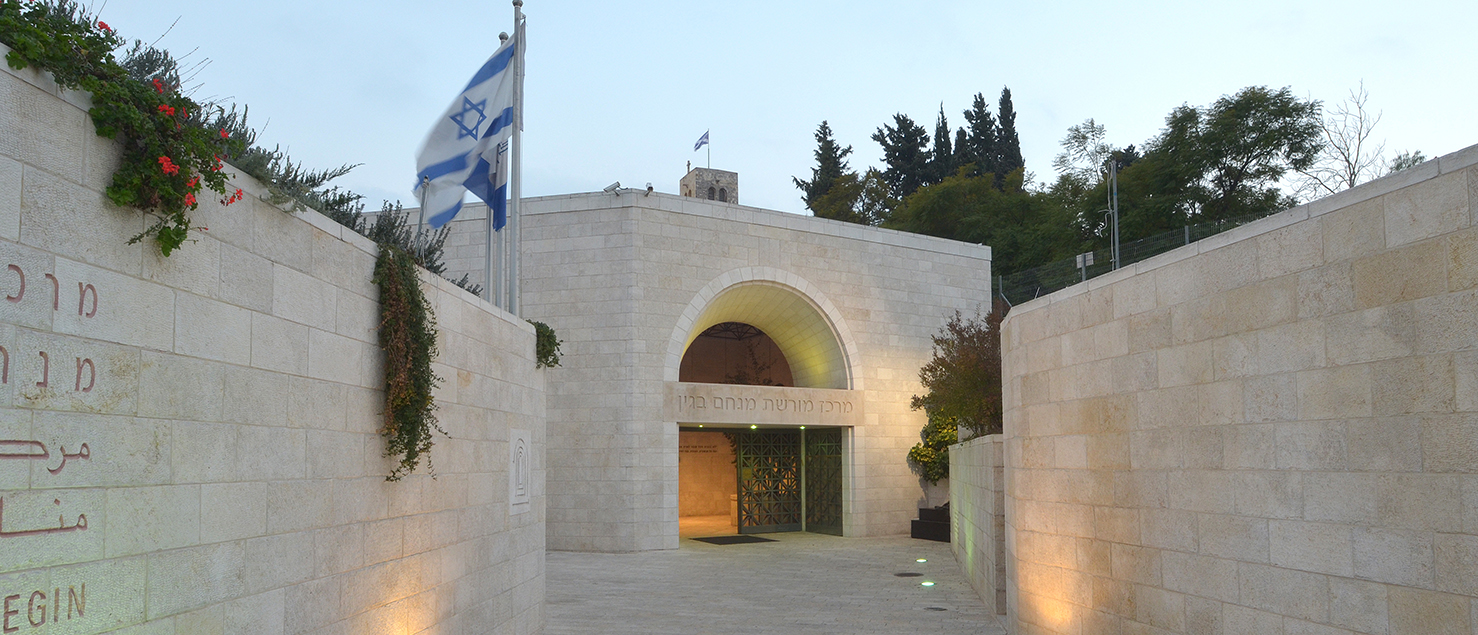
L’entrée du Centre Begin

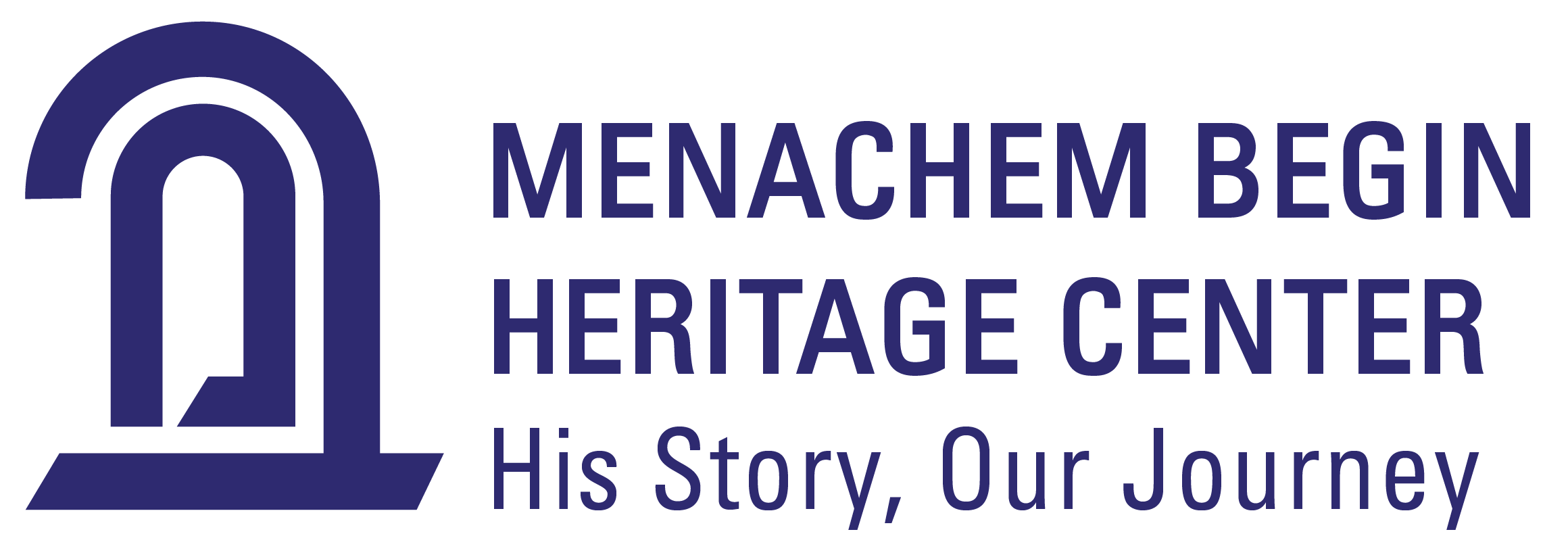
Logo du Centre Begin

Le Centre du patrimoine de Menahem Begin (abréviation: Centre Begin) est un institut de l'État d’Israël dédié au sixième Premier ministre d'Israël, Menahem Begin, fonctionnant en vertu d'une loi votée à la Knesset en 1998. Le centre est situé à Jérusalem dans un bâtiment érigé à cet effet.

## Histoire
Le Centre Begin est l'entreprise commémorative de l'État israélien pour l'un des dirigeants éminents du peuple juif au XXe siècle, en tant que commandant de l'Irgoun, que chef de l'opposition, et que Premier ministre d'Israël. Le centre commémore l'héritage de Menahem Begin en tant que combattant pour la liberté d’Israël, ainsi que pour l'avenir et la sécurité du peuple juif dans son pays. Le centre est situé sur le Ketef Hinnom, surplombant le mont Sion et les murailles de la vieille ville de Jérusalem. Il comprend un musée, des archives, une bibliothèque et un institut de recherche. Le centre organise régulièrement des activités de commémoration, de recherche, d'éducation et de Hasbara liées à la pratique et à l'héritage de Menahem Begin. 
Le centre, créé en 1999, est chargé de perpétuer l'héritage et la mémoire de Menahem Begin en tant que combattant de la liberté, leader, homme d'État et personne qui a œuvré pour la liberté, l'avenir et la sécurité du peuple juif dans son pays. En 1998, la loi de commémoration a été adoptée, établissant un centre pour commémorer la mémoire de Menahem Begin et étudier la lutte sioniste pour l'indépendance d'Israël. D’après cette loi, le centre comprendra un site commémoratif à sa mémoire, un institut de recherche portant son nom et les archives du centre. Le centre gère une bibliothèque et des archives traitant de la vie et de l'œuvre de Begin, et des séminaires et des conférences sur des sujets liés à Begin et à son héritage y sont organisés. Au centre se trouve le musée Begin, qui présente l'histoire de sa vie et de son héritage, racontée en partie par la propre voix de Begin.
Chaque année, depuis 2002, le Centre décerne le « Prix Begin » à un individu ou à un groupe, en signe de reconnaissance pour un acte, une contribution ou une réalisation particulière pour le peuple d'Israël ou l'État d'Israël. Jusqu'à présent, le prix a été décerné, entre autres, à des organisations humanitaires civiles et militaires israéliennes.
Dans le domaine de l'éducation, le centre lance et promeut des programmes conçus pour inculquer aux jeunes les principes du patrimoine de Begin.
Pour les collèges, le centre gère le programme « Jeune Knesset », qui vise à transmettre aux étudiants les valeurs du régime parlementaire et à changer l'image de la Knesset aux yeux des étudiants. Aussi, le but du programme est d'enseigner l'art du débat à des jeunes de tous horizons tout en expérimentant le travail parlementaire. Les adolescents qui visitent le centre se rassemblent dans un auditorium semblable au plénum de la Knesset, se divisent en partis fictifs, mènent une discussion sur une question d'actualité, puis se divisent en différentes commissions qui fonctionnent comme des commissions de la Knesset et discutent de questions législatives.
Des rassemblements culturels de toutes sortes sont organisés au centre, et ce dans plusieurs langues: l'hébreu, l'anglais, le français, et le russe.
Son premier directeur général fut Zvi Harry Horowitz . Aujourd'hui, le directeur du centre est Herzl Makov, ancien directeur du cabinet du Premier ministre Yitzhak Shamir, et président du Betar mondial.